# PDLIM4
PDLIM4‏ (PDZ and LIM domain 4) هوَ بروتين يُشَفر بواسطة جين PDLIM4 في الإنسان.